# Флетчер, Дженни
Дженни Флетчер (англ. Jennie Fletcher; 19 марта 1890, Лестер — 17 января 1968, Teeswater, Онтарио) — британская пловчиха, олимпийская чемпионка.
Родилась в бедной семье в Лестере, где была одним из 11 детей. Ей приходилось работать по 12 часов в день 6 дней в неделю, а тренироваться она могла только после работы, но несмотря на это в период с 1906 по 1912 годы она 6 раз становилась чемпионкой на дистанции 100 ярдов вольным стилем, а в 1909 году установила мировой рекорд. В 1912 году на Олимпийских играх в Стокгольме она завоевала золотую медаль в эстафете 4×100 м вольным стилем, и бронзовую — на дистанции 100 м вольным стилем.
Впоследствии эмигрировала в Канаду.
В 1971 году была включена в Международный зал славы плавания.